# Comté de Lee (Illinois)
Pour les articles homonymes, voir Comté de Lee.
Le comté de Lee est un comté situé dans l'État de l'Illinois, aux États-Unis. En 2000, sa population est de 36 062 habitants. Son siège est Dixon.